# Битка код Геронија
Битка код Геронија представља два окршаја крај Героније у Апулији између римске војске под заповедништвом Марка Минуција Руфа и картагињанске војске под Ханибаловим заповедништвом. Битка је део Другога пунскога рата, а одиграла се крајем лета или у јесен 217. п. н. е. Након победе на територији Фалерна Ханибал је кренуо кроз Самнијум према Апулији. Римска војска под командом Фабија Максима Кунктатора пажљиво је следила Ханибалову војску, држећи се Фабијеве стратегије. Пошто је Фабијева стратегије постала непопуларна у Риму Фабије је био присиљен да дође у Рим да брани своје потезе под изговором да се држи извесних верских обавеза. Заповедништво је преузео Марко Минуције Руф, који је успео да близу Героније ухвати неспремну картагињанску војску и да им у већем окршају нанесе тешке губитке. Због те победе Сенат је Минуција прогласио за диктатора. Минуције је командовао са пола војске и није логоровао заједно са Фабијем Максимом. Ханибал је сазнао за развој ситуације код непријатеља, па је поставио клопку, у коју је увукао Минуција и његову војску. Минуцијева војска се нашла у клопци нападнута са свих страна, а могли су након тешких губитака да побегну тек по доласку Фабијеве војске. Након битке Марко Минуције Руф је дао оставку и војску је предао Фабију Максиму.

## Увод
Ханибалова војска оптерећена пленом и стоком споро се кретала према Апулији. Ханибал је тражио погодно место за зимовање. Фабије Максим Кунктатор и римска војска пратили су их са удаљености избегавајући директан окршај. Ханибал се кретао северно од Венефрама, па су у Риму сматрали да је то Ханибалов циљ. Нагло је скренуо источно у Самнијум и након преласка Апенина и равнице дошао је до Апулије до Геронија. Фабије је следио Ханибала и када је он кренуо према Геронији Фабије је успоставио логор 35 километара јужно. Картагињани су на свом путу пустошили и пљачкали фарме и имовину, али Фабије није интервенисао. Ханибал је Геронију претворио у велико складиште за жито и шталу за заробљену стоку. Логор је успоставио ван града, а град и логор је учврстио палисадама и јарковима. Док су се рањени и болесни неговали у логору за то време остали су у околишу сакупљали летину и напасали стада. Две трећине војске је било заузето тим пословима, а једна трећина је штитила логор.

## Минуције у заповедништву
Док су Картагињани били у Геронији Фабије Максим Кунктатор је оставио Марка Минуција Руфа да командује римском војском и дао му је инструкције да следи Фабијеву стратегију. Фабије је отишао у Рим због неких верских обавеза или да утиша нападе на њега. Марко Минуције Руф се стално залагао за директнију стратегију у рату са Ханибалом, па је након неколико дана по одласку Фабија сишао са брда и успоставио је логор северно од Героније. Из новога логора почео је да напада картагињанску војску задужену за снабдевање са циљем да Ханибала увуче у битку. Ханибал је одмах са две трећине војске направио привремени логор ближе Римљанима, а са 2.000 нумиђанских копљаника заузео је брдо, које је надвисивало римски логор. Ханибалова војска је имала ограничену мобилност, јер су коњи били на одмору. Римска војска је напала и потиснула нумиђанске копљанике са брда и након тога успоставили су логор на врху брда.

## Окршај
Као одговор на римске потезе Ханибал је смањио људство, које учествује у снабдевању и држао је војску у бојној приправности близу римскога логора. Минуције је седио у логору и чекао. Ханибал се налазио пред дилемом да остане у логору или поново већем делу војске да задатак да се ангажује у снабдевању и прикупљању хране. Останком у логору рискирао је да да касније има несташице. Због тога је одлучио да у све већем броју шаље војску у снабдевање. Римска војска је искористила прилику, па је лака пешадија и коњица изашла да одсече и побије много картагињанских војника, који су били расути по пољима Героније. С друге стране Марко Минуције Руф је повео пешадију на картагињански логор. Ханибал је онда био присиљен да изађе против римске пешадије. Римљани су у почетку окршаја били уздрмани почетним нападом Картагињана. Међутим у том трентку у картагињанску позадину стигло је као подршка Римљанима 8.000 самнитских пешака и 500 коњаника под командом Нумерија Деција. Тада су се Картагињани повукли. У окршају између римске војске и Картагињана учествовала је само трећина Ханибалове војске, а и коњица је била одсутна, па су се бројчано инфериорнији Картагињани морали да се повлаче. Картагињани су се повукли, а римска војска их је гањала, па је Минуције разматрао да нападне и сам непријатељски логор. Ипак долазак 4.000 Картагињана из околних поља под командом Хаздрубала смањио је римску предност, па се Минуције повукао. Током окршаја погинуло је 6.000 Картагињана и 5.000 римских војника.
Ханибал је због тога инцидента био присиљен да размисли о тактичкој ситуацији. Римска војска је била бројнија. Поред тога његова је била подељена на два логора. Са своје позиције Минуције је могао да стално напада. Ханибал због тога није смео да остане на том положају, јер би долазило до сталних окршаја, а рат исцрпљивања је више одговарао римској страни. Картагињани нису могли да лако добију појачања. Постајала је и опасност да Римљани нападну Геронију и да Ханибал изгуби све залихе, које је складиштио у Геронији. Ханибал је због тога одлучио да смањи ризик, па се повукао у главни логор у Геронији, а Минуције је одмах заузео његов напуштени логор.

## Римски Сенат награђује Минуција
Ханибал је успео да изманеврише и узастопно победи три римске војске од доласка у Италију 218. п. н. е. Када се Фабије Максим Кунктатор након сталнога избегавања бици коначно одлучио за битку на територији фалерна, где је ухватио Ханибалову војску, поново је Ханибал изашао као победник. Цело време Картагињани су пустошили и пљачкали где год су хтели. Римљани су са одушевљењем дочекали вести да је Минуције изманеврисао Ханибала и да је Ханибал био присиљен на повлачење. Римски Сенат је тражио начин како да награди Минуција у условима када је Фабије Максим био римски диктатор, кога је изабрао Сенат. Римска традиција није дозвољавала уклањање диктатора пре истека његова мандата. Сенат је Минуција изабрао за другога диктатора и то је било по први пут у римској историји да су именована два диктатора. Фабије је предложио да он и Минуције командују наизменице свакога другога дана или да поделе војску. Минуције је одлучио да поделе војску.

## Ханибалов одговор
Пораз није изменио стратешку ситуацију за Ханибала. Главна база у Геронији била је сигурна. Римска војска је била бројнија, али Ханибал није желео окршај све док не може да осигура одлучну тактичку предност за своју војску да би победио са минималним губицима. Није могао да си дозволи рат исцрпљивања, јер није могао да добија редовна појачања. Када је сазнао за поделу унутар римске војске Ханибал је разматрао могућност да уништи део римске војске у одлучној бици. Пошто су две римске војске одвојено логоровале постојала је могућност да једну војску извуче у битку пре него што друга војска интервенише. Исто тако је знао да би много лакше навукао Минуција у битку. Постављало му се питање како да Минуција наведе на битку пре него што Фабије интервенише и како да спреми замку Минуцијевој војсци. Након пажљивога изучавања терена Ханибал је осмислио тактички план како да искористи Минуцијеву агресивност и конфигурацију бојишта. План је био да се пажљивим маневром Минуције намами и да помисли да се понавља слична ситуација попут оне, у којој је победио крај Героније. Минуција је након тога требало да чека замка попут оне у бици код Требије.

## Постављање мамца
Терен између римскога и картагињанскога логора био је оголео, раван и без дрвећа, али постојало је узвишење облика нискога гребена на пола пута између два логора. Међутим крај узвишења било је више удолина, где се војска могла склонити а да се не примете. Ханибал је одабрао 5.000 пешака и 500 коњаника и наредио им да се посакривају у групама од по 200 до 300 војника ноћ пре битке. Вештина и дисциплина Картагињана огледа се у беспрекорном извршењу тога наређења. У зору јединица картагињанске лаке пешадије заузела је позицију на брдашцу, одакле су се видели Римљани.

## Битка код Героније
Марко Минуције Руф је помислио да ће уследити мањи окршај, па је послао групу велита да са брда отера картагињанску лаку пешадију. Ханибал је на брдо послао таман толико војника да се окршај не оконча ни у чију корист. Минуције је због тога био присиљен да пошаље римску и италијанску савезничку коњицу, а Ханибал је одмах одговорио слањем нумиђанске и тешке картагињанске коњице. Циљ Ханибала је поново био да ниједна страна не добија. Пошто је римска коњица учествовала у окршају Минуције је изгубио најбоље средство за извиђање бојишта и откривање постављене замке. После некога времена римска коњица је полако почела да попушта и да се повлачи пред вештијим противником. Минуције је због тога позвао своје 4 легије и са њима је кренуо на брдо. И Ханибал је са својом пешадијом кренуо да дочека римску пешадију. След и временска усклађеност дешавања није давала Минуцију времена да испита или извиди терен око бојишта. За то време Фабије Максим је посматрао развој догађаја из свога логора, војску је позвао на оружје, али није се покренуо да помогне Минуцију.
Када је римска пешадија дошла до брда и почела да се пење узбрдо римска коњица је почела да се разилази. Римска лака пешадија је исто тако била потиснута и провлачила се унатраг између легија, које су долазиле на врх брда, па је нарушила бојни поредак легија. Пре него што су поново успоставили добар бојни поредак из заседа су искочиле картагињанске сакривене јединице и напале су изложене бокове и позадину Римљана. Ханибал и његова пешадија напале су спреда. Нападнути са свих страна неки римски војници су изашли из строја и побегли. Други су били опкољени и борили су се за своје животе. Римској војсци претило је потпуно уништење. У битку се тада укључио Фабије Максим Кунктатор са своје четири легије, па се поражена Минуцијева војска почела да склања иза Фабијевих легија. Након тога Картагињани су се повукли и обе војске су почеле да се прегрупишу. Ханибал се први повукао у логор, па је то учинио и Фабије Максим са римском војском и битка се окончала. Римска војска је имала изузетно велике губитке, а Минуцијеву војску је од потпунога уништења спасио долазак Фабијеве војске.

## Последице
Минуције је након битке дао оставку на положај диктатора и врховно заповедништво предао Фабију Максиму. Картагињанска и римска војска отишле су на зимовање и није више било већих акција током 217. п. н. е. Ханибал је остао код Героније до јуна 216. пре н.е. Током 216. п. н. е. Римљани су окупили једну од највећих армија, али доживели су катастрофалан пораз у бици код Кане.